# 江別太
江別太（えべつぶと）は北海道江別市の字。郵便番号は067-0022。人口は301人、世帯数は193世帯（2023年12月1日現在）。丁目の設定のない単独町名である。住居表示は全域で未実施。旧北海道札幌県空知郡幌向村の一部、札幌郡江別村の一部、札幌郡江別村大字江別村字江別太、札幌郡江別町大字江別町字江別太、札幌郡江別町字江別太、江別市字江別太を経て現在の住所となった。
石狩川南岸に広がる、江別川（千歳川）以東、夕張川以西の地域である。

## 地名の由来
市名ともなっている「エベツ」の由来については諸説あり、アイヌ語のユベオツ（サメのいる川）から来ているとも言われる。松浦武四郎は『西蝦夷日誌』にてエベケベツ（三ツ口川）とし、「3派に分かれた川の姿がウサギの口に似るから」と述べているが、少し無理がある。知里真志保によれば、イブツ（それの入口）が訛ったもので、「大事なところへの入口」を意味しているという。
またアイヌ語で川の落口をプトと言い、「江別太」とは江別川と石狩川の合流点を指す。

## 歴史

### 和人の入植以前
現在の江別太一帯は、かつて幌向原野と呼ばれ、平坦な土地の大部分は泥炭層からなっていた。
江別川河口から3キロメートルさかのぼったあたりで、北海道縦貫自動車道の橋脚基底工事中に発見された江別太遺跡からは、1世紀から3世紀ころに使われていた、サケを獲るための梁が出土した。この地は、アイヌ民族の祖先たちが春から夏にかけて利用していた漁場であったと考えられる。
時代は下って1669年（寛文9年）に起きたシャクシャインの戦いの折、十勝地方の住民であるメナシクルを率いるシャクシャインは、北海道各地のアイヌに対して蜂起を促す檄を飛ばした。このとき「いへちまた」の名で、江別太の地が初めて記録上に登場している。『津軽一統志』巻10に記された「いへちまた」は、「しこつ」や「いふはり」に向かうための内陸交通の要衝であった。
やがて場所請負制が設けられるなどして、アイヌの生活は和人から大きく干渉を受けるようになっていったが、18世紀末には「イベチ・プト」のコタンの衰退を決定づける2つの事件があった。ひとつは1799年（寛政11年）に江戸幕府が松前藩から東蝦夷地の支配権を取りあげて天領としたことである。幕府は東西蝦夷地の住民に相互入地を許さなかったため、アイヌは出稼ぎやウエテ（漁権圏）に赴くことも容易にはできなくなった。もうひとつは和人が持ち込んだ天然痘の大流行で、免疫を持たないアイヌにとっては死病というよりほかなかった。
この地に残留したわずかなアイヌの人々は、江別川のほとりでひっそりと暮らした。1873年（明治6年）に描かれた札幌近郊の図では、「エベツプト」に「土人5戸」と記されている。

### 農耕植民と越後村の成立
1880年（明治13年）に始まった官営幌内鉄道の工事は、翌1881年（明治14年）6月から札幌以東にも進行することとなり、森が広がるばかりであった幌向原野北部も、線路の敷設予定地として人の目が向けられるようになった。最初に幌向原野の開墾を志したのは、士族授産を目的に設立された「開進社」だったが、2度にわたり出願するも開拓使からの許可を得られなかった。その一方で、同時期に遅れて出願したと思われる佐賀藩の鍋島直大には、1881年10月に開墾許可が下りているが、実際に着手されたという記録はない。
1881年12月、長野県の「開成社」が廃止直前の開拓使に対し幌向原野北部の開墾を出願したが、書類不備のため不受理となり、翌1882年（明治15年）7月に新設の札幌県へ再出願することとなった。1883年（明治16年）春、開成社の牛山民吉ら3戸が幌向原野最初の開拓移民として入地する。しかしそれ以降の詳細な記録は残っておらず、また牛山らは後続の移民と交流を持たなかったため、開墾地は放棄されて開成社は解散したと推測するしかない。
実質的に江別太開拓の草分けと呼べるのは、1886年（明治19年）に北越殖民社が試験入植させた越後村である。三県制を廃して新設されたばかりの北海道庁は、この出願に対して直ちには許可を出さなかったため、殖民社は事前に集落の造成に着手しつつ、正式許可に向けての働きかけを続けた。同年5月7日付で道庁の許可が下り、6月22日に越後国の蒲原郡から8戸が江別に到着、25日には現地の小屋に入居した。若干遅れて7月7日には3戸が加わるが、この時点で1戸が脱落していたため総じて10戸となり、転退出の早さから開拓事情の厳しさがうかがえる。殖民社は入植者と、経費の返済や成墾地の権利などについて定めた「互換約定書」に基づいて契約を交わしており、この約定は北海道への団体移住を計画する会社の前例となった。
同1886年9月、石見国からの農民7戸が集落に加わった。彼らは小樽に上陸した時点で移住募集者に逃げられてしまい、目的地も資金も失ったため、北海道庁に保護を求めたのであった。道庁の指示を受けた北越殖民社は、同社の設立主旨を厳守するという「特約書」を彼らと交わしたうえで受け入れることにした。一般的には17戸を合わせて「越後村」と称するが、地元の人たちは後続組のことを「七戸」や「いわみ」と呼んだという。
1895年（明治28年）5月12日、越後の彌彦神社より分霊を受けて越後神社の基となる祠を建立。10月27日には境内に開村記念碑を建てて記念祭を行った。この祭りには永山武四郎や北海道庁幹部、佐藤昌介札幌農学校校長や地元戸長といった名士が招待されており、越後村が北海道開拓において有意義であったことを示している。

### 殖民地区画による移民の増加
1886年（明治19年）、北海道庁は植民地選定のため、道内各地で測量調査を開始した。幌向原野においては幌内鉄道をもって南と北に分ける基線とし、これと垂直に交わる線を幌向川河口から引いて東西に分ける基点（零号）とした。そして基線と基点から300間（約180メートル）ごとに平行線を引き、碁盤の目のように一帯を区画していった。なお、1891年（明治24年）に発表された「殖民地選定報文」にて、江別太地域は「ペンケソウカ」「パンケソウカ」原野と呼ばれ、幌向原野とは区別されていた。
江別太の殖民地区画測量が完了して土地の貸し付けが開始されると、多くの人々から入植の出願が相次ぎ、急速に開墾が進んでいった。しかし集落の形成と、入植以前に設定された行政区分が一致していなかったため、江別太の開拓者たちは諸々の不都合に苛まれることとなった。
そもそもエベツプトとは「江別川の河口」の意なので、本来は東西両岸を指す名称であったが、明治の初めに札幌郡と空知郡が置かれたとき、江別川をもって境界としたことから、東岸の江別太地域は空知郡に属するとされた。1883年（明治16年）1月、江別太が属する幌向村が正式に置かれる。空知郡の村ということで戸長事務は市来知村で扱われたが、遠すぎて不便だったためか、翌1884年（明治17年）には隣接する江別村扱いに変更。さらに1889年（明治22年）には岩見沢村に移管されるという、たらい回しをされている。
1893年（明治26年）、植民人口の増加を受けて、従来は漠然としていた幌向村の境界が確定し、北は石狩川、南は夕張川、西は江別川、東は殖民地区画の零号までと決められた。同年11月には幌向村の戸長役場が南15号西8線で独立し、12月1日から開庁した。しかしこれでも北部の住民にとっては遠すぎたので、江別太を幌向村設置以前の江別村所属に戻してほしいという陳情が、1896年（明治29年）春から道庁に提出された。これは村界だけでなく郡界の変更も絡む問題であったため簡単には解決されなかったが、住民運動の甲斐あって、1901年（明治34年）10月に郡界が南6線に変更され、それ以北は江別村に編入された。

### 夕張川の切替
かつての夕張川は夕張山地に発し、栗山盆地から馬追山丘陵、長沼低地帯を経て千歳川に合流し、江別川と名を変えて石狩川に注いでいた。このうち長沼のあたりでは水面勾配が緩やかで常に湛水していたため、いったん増水すると周囲の土地を文字通りの沼に変えてしまうほか、その水を受け入れる江別川もまた溢水の危険性を帯びていた。
そこで1917年（大正6年）、夕張川を切り替えて直接石狩川へと放流させる計画が立てられた。1920年（大正9年）から1921年（大正10年）にかけて、新水路の敷地確保のための用地買収が始まったが、石狩川流入地点は特に広範な買収が必要で、越後村石見七戸の墾地なども含まれており、移転を余儀なくされる者が多かった。
切替工事は1922年（大正11年）に始まり、江別太には鋤簾式陸上掘削機2台が配され、朝3時から夜8時まで休みなく大地を掘り続けた。1924年（大正13年）からはエキスカーベータと20トン機関車を導入。1928年（昭和3年）には新水路が貫通するものの、敷地が泥炭湿地のため盛土の沈下が激しく、工事は難航した。
1935年（昭和10年）10月4日に新水路上流部の通水が実施され、翌1936年（昭和11年）8月17日の石狩川放水口と旧川締切工事をもって、夕張川切替は完工に至った。

### 戦後開拓
1945年（昭和20年）に太平洋戦争が終結すると、食糧増産のために未墾地開発の動きが活発になったが、江別太の場合は該当する土地があちこちに点在していたうえ所有者もバラバラで、耕地集団化の遅れにより開墾事業はなかなか進まなかった。
そのような折に宗教家の賀川豊彦は幌向原野や東野幌原野への入植を目指して同志を募り、「文化農村キリスト村」建設構想を立てた。1948年（昭和23年）6月、西村久蔵が家族を連れて江別太に入植し、キリスト教への信仰に基づく強い熱意で開拓に邁進したが、大きな成果は得られなかった。
1950年（昭和25年）に江別太の民有未墾地買収が完了すると、ようやく一帯の戦後開拓構想が具体化した。1952年（昭和27年）7月には41戸の入植者と25戸の増反者に土地が売り渡されたが、この入植者の中には先のキリスト村構想の参加者や、地元農家の次男三男分家が多く含まれていた。
1961年（昭和36年）に施行された農業基本法により、開拓者の特別保護は廃止され、既存農家と歩調を合わせた土地改良事業が進められるようになった。1963年（昭和38年）には開拓地の大半が耕地化されていたが、開拓農家それぞれの営農状態には格差が生じていたため、江別市や組合が実態調査を行い、「営農が確実なもの」「援助を必要とするもの」「離農を促すべきもの」の3つに分類して対応した。
1970年（昭和45年）には戦後開拓者の半数近くが離農していたが、現地に踏みとどまった開拓農家の営農状態は既存農家と遜色ない水準に達しており、入植者を支え続けた「江別太開拓団」は役目を終えたとして解散した。

### 市街地化とインターチェンジ設置
昭和30年代後半、江別市街地の景況がかげりを見せ始めたため、活性化を目的として周辺への消費人口の張付策が論議された。これを受けて1966年（昭和41年）6月、江別太市営住宅団地の造成が始まる。1969年（昭和44年）には江別太団地から「あけぼの団地」へと改称。1975年（昭和50年）までに市営住宅654戸と分譲地90区画を完売した。
1979年（昭和54年）からは、江別太を東西に貫く北海道縦貫自動車道が施工された。単に一帯を通過するだけであれば線路や水路の建設と大差なかったが、江別太へのインターチェンジ設置が大きな課題となった。すでに江別市内には元野幌地点へのインターチェンジ設置計画があり、同一市内への複数設置は至難と言われたのである。しかし地元の期成会の働きかけもあり、1983年（昭和58年）10月、江別東インターチェンジが設けられることとなった。

## ギャラリー

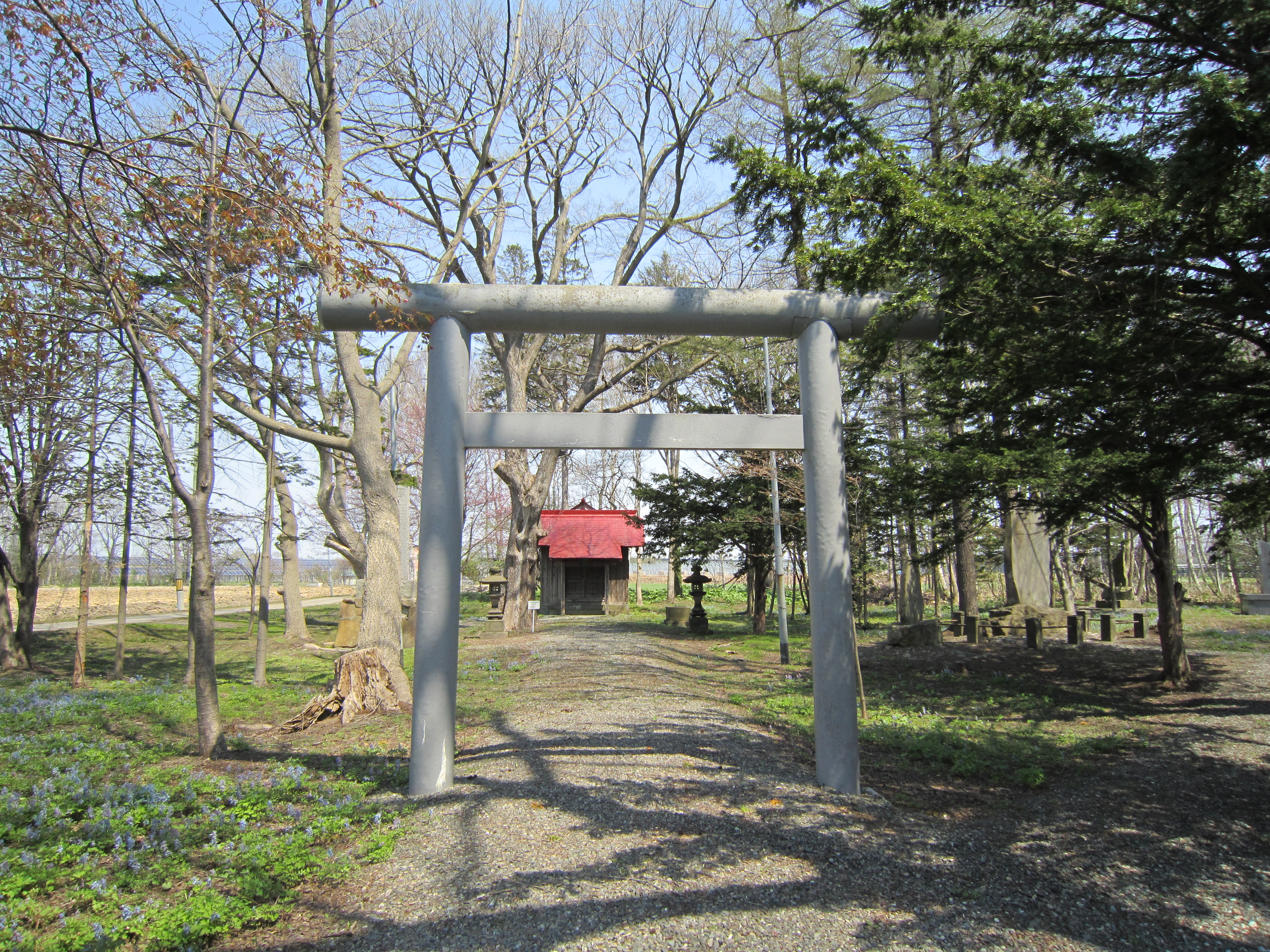
越後神社
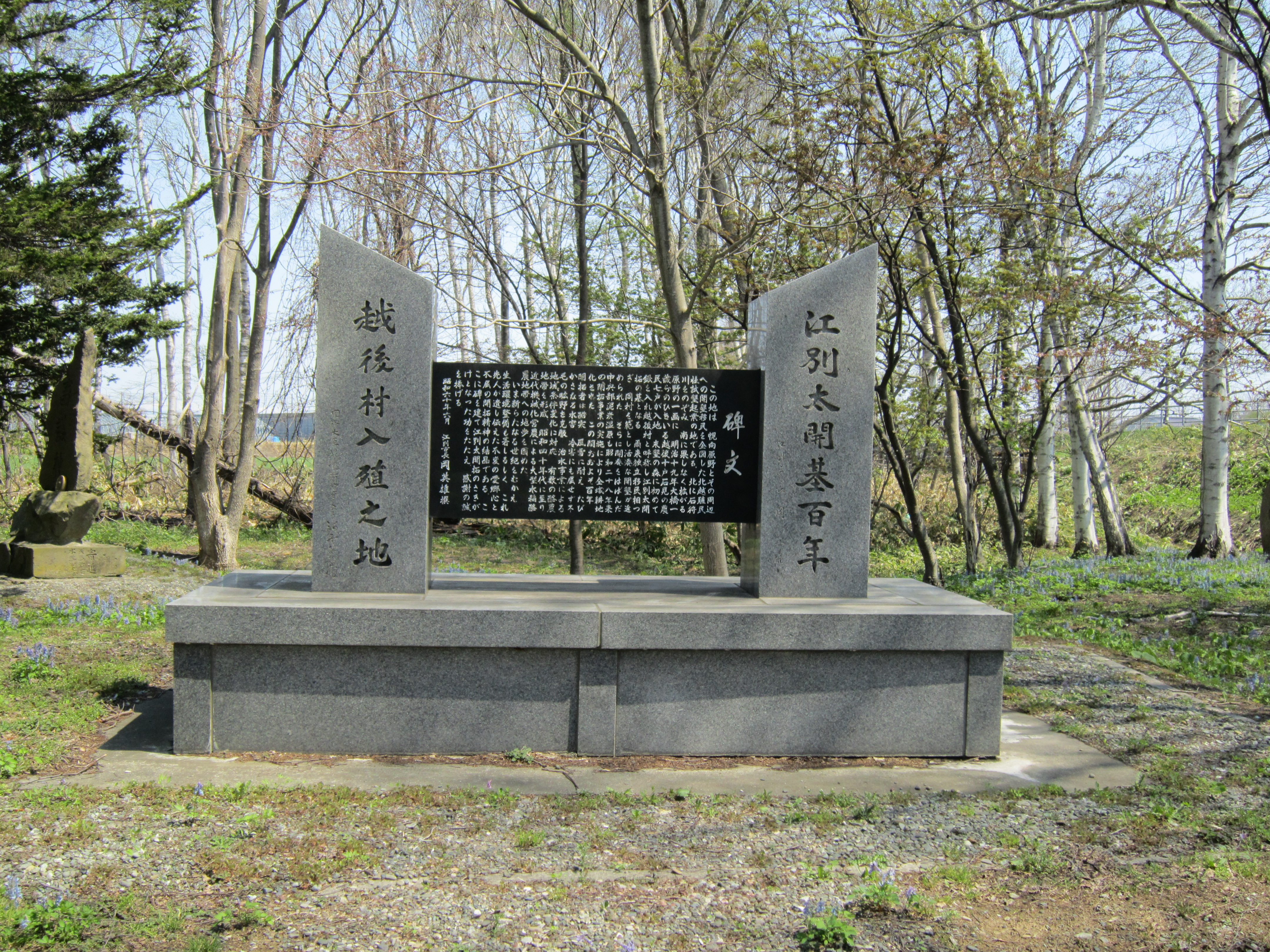
江別太開基百年・越後村入植之地碑
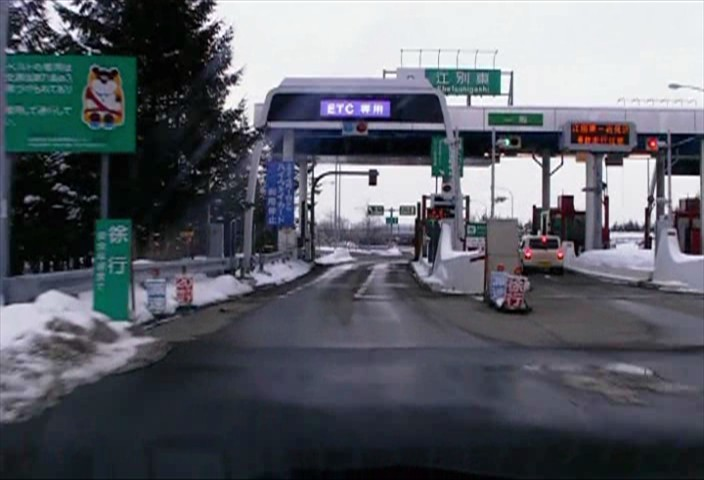
江別東インターチェンジ